# Stor-Kockaotjärnen
Stor-Kockaotjärnen är en sjö i Härnösands kommun i Ångermanland och ingår i Indalsälvens huvudavrinningsområde.